# Srulik

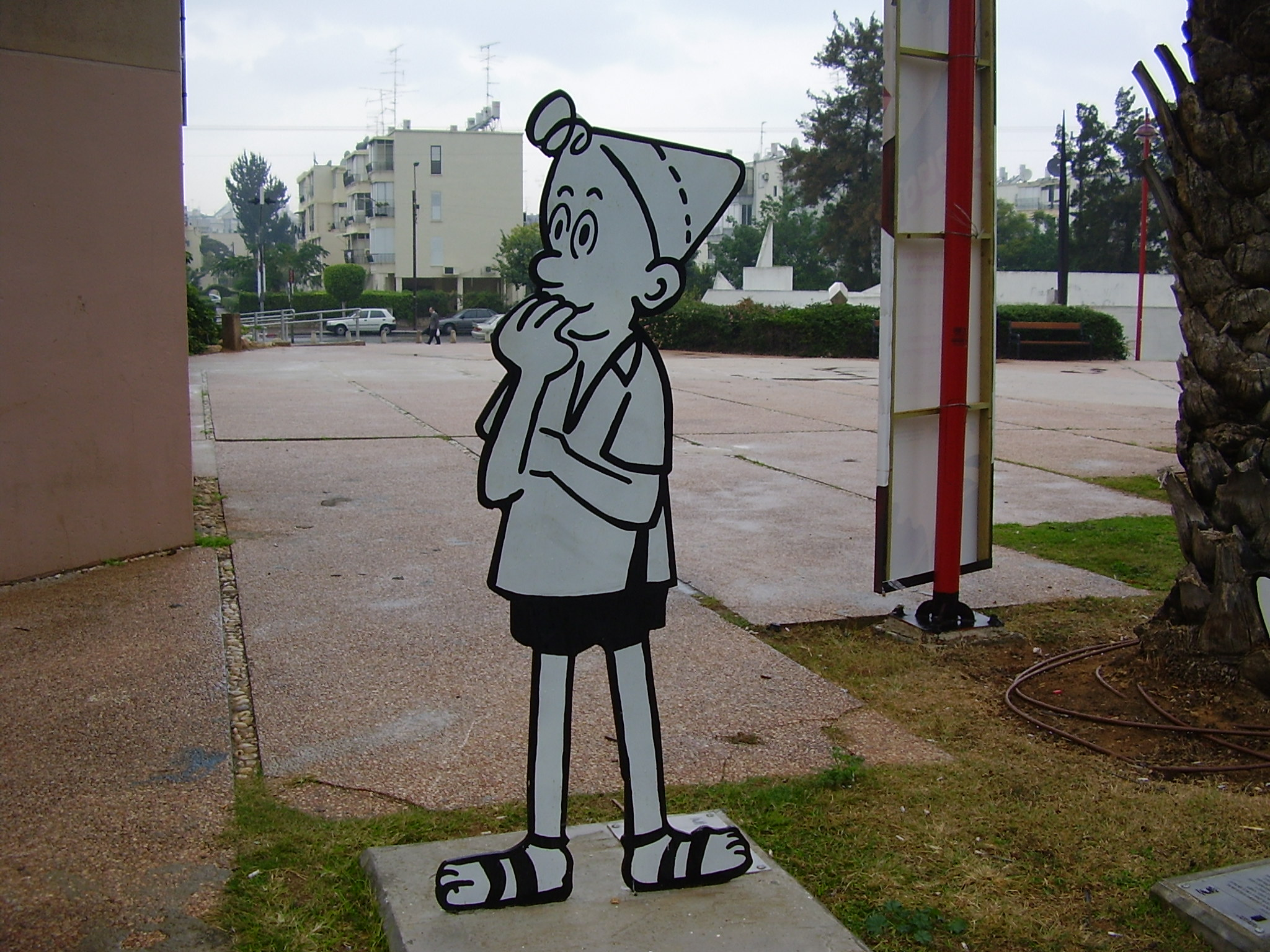
Srulik en el museo de dibujos y cómics de Holon.

Srulik (שרוליק) es un personaje de caricatura que simboliza a Israel. El personaje fue creado en 1956 por el dibujante israelí Kariel Gardosh, también conocido por su seudónimo Dosh.
La caricatura apareció durante muchos años en periódico Maariv. Yosef Lapid, colega de Dosh en el consejo editorial del Maariv,  describe al personaje como un icono de Israel de la misma manera en que Marianne y el Tío Sam son los iconos de Francia y Estados Unidos respectivamente. Srulik es un apodo común para Israel.
Srulik es generalmente representado como un joven que lleva un sombrero tembel, sandalias bíblicas, y pantalones cortos de color caqui. Srulik es un pionero sionista, amante de Israel y su tierra, un agricultor dedicado, que en tiempos de necesidad,  se pone un uniforme militar y sale a defender al Estado de Israel. 
Dosh dibujó a Srulik en caricaturas de temas de actualidad para el periódico Maariv y también para ocasiones especiales del joven estado. En tiempos de guerra, Srulik era dibujado con un uniforme militar para elevar la moral de la nación.
Muchos han señalado la función Srulik como una antítesis de las caricaturas antisemitas degradantes que aparecieron en el periódico Der Stürmer y otros periódicos europeos y árabes. Frente al estereotipo del judío débil o bellaco propagado por Joseph Goebbels, Dosh (superviviente del Holocausto) dibujó un personaje judío orgulloso, fuerte y simpático. El periodista Shalom Rosenfeld, director del periódico Maariv durante los años 1974-1980, escribió:

Srulik se convirtió, no solo en una marca reconocida de las caricaturas diarias de Dosh, sino también en una entidad que por si sola, es un símbolo de la tierra de Israel (hermosa, llena de vida, inocente… pero también con su pizca de astucia) y del nuevo judío. Por nuestra historia, religión y por las naciones que nos absorbieron en sus países y culturas, se crearon muchos estereotipos no tan positivos del hombre judío. En trabajos de grandes artistas de la prosa, poesía y pintura, estos estereoptipos incluían desde un  insomne, trágico y patético Judío Errante, hasta un judío jorobado y narizón con un fajo de billetes en el bolsillo, ambos prototipos del Shylock de Shakespeare y El judío Süß de la interpretación goebbeliana y de muchos caricaturistas árabes en la actualidad.
Shalom Rosenfeld, Maariv, 2 de febrero de 2001.